# U-Prince Series
 (octobre 2018).
Si vous disposez d'ouvrages ou d'articles de référence ou si vous connaissez des sites web de qualité traitant du thème abordé ici, merci de compléter l'article en donnant les références utiles à sa vérifiabilité et en les liant à la section « Notes et références ».
U-Prince Series est une série télévisée thaïlandaise en douze saisons adaptant la série de romans homonyme, diffusée entre le 22 mai 2016 et le 2 juillet 2017 sur GMM 25.
La série est aussi disponible sur LINE TV  et sur YouTube.
La série U-Prince change le couple chaque saison, en gardant en commun certains personnages récurrents dans plus d'histoires et le sujet de base des ambassadeurs universitaires.

## Trame
Douze garçons ont été choisis comme ambassadeurs U-Prince, les meilleurs représentants de toutes les facultés de l'Université IUCA. Chacun d’entre eux se retrouvera face à l’amour de leur vie.

## U-Prince Series: Handsome Cowboy

### Distribution

#### Acteurs principaux
- Push Puttichai Kasetsin : Sibtis
- Esther Supreeleela : Prikkang

#### Acteurs récurrents
- Alice Alysaya Tsoi : Sylvia
- Gun Korawit Boonsri : Cholly
- Mek Jirakit Thawornwong : Hawk
- Captain Chonlathorn Kongyingyong : Kiryu
- Kun Kunchanuj Kengkarnka : Hippy
- Baan Kanut Rojanai : Key
- Puifai Natthapat Wipatkornthrakul : Pitta
- Toptap Jirakit Kuariyakul : Hed
- Nicky Nachat Juntapun : Ped
- Nu Surasak Chaiat : le père de Sibtis
- Prakasit Bowsuwan : le père de Prikkang

## U-Prince Series: Gentle Vet

### Distribution

#### Acteurs principaux
- Kang Vorakorn Sirisorn : Thesis
- PunPun Sutatta Udomsilp : Suaysai

#### Acteurs récurrents
- Alice Alysaya Tsoi : Sylvia
- Gun Korawit Boonsri : Cholly
- GunAchi Achirawich Saliwattana : Punpun
- Plustor Pronpiphat Pattanasettanon : Lorthep
- Miss Natapat Patipokasut : Pete
- Noon Sutthipha Kongnawdee : Jelly

#### Acteurs invités
- Kacha Nontanun Anchuleepradit : T-Rex
- Victor Chatchawit Techarukpong : Dash
- Kun Kunchanuj Kengkarnka : Hippy

## U-Prince Series: Lovely Geologist

### Distribution

#### Acteurs principaux
- Kacha Nontanun Anchuleepradit : T-Rex
- Cherreen Nachjaree Horvejkul : Baiplu

#### Acteurs récurrents
- Kang Vorakorn Sirisorn : Thesis
- Alice Alysaya Tsoi : Sylvia
- Gun Korawit Boonsri : Cholly
- Namtan Tipnaree Weerawatnodom : Bell
- Arm Weerayut Chansook : Him

#### Acteurs invités
- Victor Chatchawit Techarukpong : Dash
- Kun Kunchanuj Kengkarnka : Hippy
- Lee Thanat Lowkhunsombat : Survey
- Plustor Pronpiphat Pattanasettanon : Lorthep

## U-Prince Series: Badass Baker

### Distribution

#### Acteurs principaux
- Victor Chatchawit Techarukpong : Dash
- Piglet Charada Imraporn : René

#### Acteurs récurrents
- Kacha Nontanun Anchuleepradit : T-Rex
- Fon Sananthachat Thanapatpisal : Sung
- Alice Alysaya Tsoi : Sylvia
- Gun Korawit Boonsri : Cholly
- Go Jatuchoke Wangsuwannakit : Mark
- Proud Oranicha Krinchai : Annie

#### Acteurs invités
- Kun Kunchanuj Kengkarnka : Hippy
- Lee Thanat Lowkhunsombat : Survey

## U-Prince Series: Absolute Economist

### Distribution

#### Acteurs principaux
- Hunz Isariya Patharamanop : Teddy
- Focus Jeerakul : Chompink (Chompoo)

#### Acteurs récurrents
- Alice Alysaya Tsoi : Sylvia
- Gun Korawit Boonsri : Cholly
- New Thitipoom Techaapaikhun : Pascal
- Kaykai Nutticha Namwong : Piglet
- Phadej Onlahoong : Tang Thai (Somsak)
- Poodit Chohksangiam : Tangmo (Somyot)
- Jane Ramida Jiranorraphat : Loma

#### Acteurs invités
- Esther Supreeleela : Prikkang
- Baitoei Zuvapit Traipornworakit : Aurora
- Lee Thanat Lowkhunsombat : Survey
- Wave Khoo Pei-Cong : François

## U-Prince Series: Foxy Pilot

### Synopsis

#### Acteurs principaux
- Mek Jirakit Thawornwong : Hawk
- Baitoei Zuvapit Traipornworakit : Aurora

#### Acteurs récurrents
- Captain Chonlathorn Kongyingyong : Kiryu
- Kun Kunchanuj Kengkarnka : Hippy
- Alice Alysaya Tsoi : Sylvia
- New Thitipoom Techaapaikhun : Pascal
- Jane Ramida Jiranorraphat : Loma
- Wave Khoo Pei-Cong : François
- Tay Tawan Vihokratana : Philip

#### Acteurs invités
- Gun Korawit Boonsri : Cholly
- Arm Weerayut Chansook : Him
- Pluem Pongpisal : Kevin

## U-Prince Series: Playful Comm-Arts

### Distribution

#### Acteurs principaux
- White Nawat Phumphothingam : Kirun
- Fon Sananthachat Thanapatpisal : Sung

#### Acteurs récurrents
- Piglet Charada Imraporn : René
- Captain Chonlathorn Kongyingyong : Kiryu
- Alice Alysaya Tsoi : Sylvia
- Gun Korawit Boonsri : Cholly
- Arm Weerayut Chansook : Him
- Jane Ramida Jiranorraphat : Loma
- Pluem Pongpisal: Kevin
- Nanan Phakjira Kanrattanasood : Dizzy

#### Acteurs invités
- Noon Sutthipha Kongnawdee : Jelly
- Namtan Tipnaree Weerawatnodom : Bell
- Parichat Praihirun : la mère de  Kirun et Kiryu

## U-Prince Series: Extroverted Humanist

### Distribution

#### Acteurs principaux
- Captain Chonlathorn Kongyingyong : Kiryu
- Ploychompoo Jannine Weigel : Pinyin

#### Acteurs récurrents
- Mek Jirakit Thawornwong: Hawk
- White Nawat Phumphothingam : Kirun
- August Vachiravit Paisarnkulwong: Firstclass
- Apple Lapisara Intarasut: Minute
- Kun Kunchanuj Kengkarnka : Hippy
- Arm Weerayut Chansook: Him
- Jane Ramida Jiranorraphat : Loma
- Pluem Pongpisal : Kevin
- Parichat Praihirun : la mère de Kirun et Kiryu
- Pimolwan Suphayang : la mère de Pinyin
- Bas Suradet Piniwat : Set

#### Acteurs invités
- Alice Alysaya Tsoi : Sylvia
- Gun Korawit Boonsri : Cholly

## U-Prince Series: Single Lawyer

### Distribution

#### Acteurs principaux
- August Vachiravit Paisarnkulwong : Firstclass
- Apple Lapisara Intarasut : Minute

#### Acteurs récurrents
- White Nawat Phumphothingam : Kirun
- Gun Korawit Boonsri : Cholly
- Arm Weerayut Chansook : Him
- Jane Ramida Jiranorraphat : Loma
- Singto Prachaya Ruangroj : BM
- Na Thanaboon Wanlopsirinun : Pitcher

#### Acteurs invités
- Esther Supreeleela : Prikkang
- Hunz Isariya Patharamanop : Teddy
- Focus Jeerakul : Chompink (Chompoo)
- Captain Chonlathorn Kongyingyong : Kiryu
- Alice Alysaya Tsoi : Sylvia
- Noon Sutthipha Kongnawdee : Jelly
- Namtan Tipnaree Weerawatnodom : Bell

## U-Prince Series: Crazy Artist

### Distribution

#### Acteurs principaux
- Kun Kunchanuj Kengkarnka : Hippy
- Note Panayanggool : Mel Be

#### Acteurs récurrents
- Mek Jirakit Thawornwong : Hawk
- Captain Chonlathorn Kongyingyong : Kiryu
- Namtan Tipnaree Weerawatnodom : Bell
- Arm Weerayut Chansook : Him
- Jane Ramida Jiranorraphat : Loma
- Pluem Pongpisal : Kevin
- Amp Phurikulkrit Chusakdiskulwibul : Theo

#### Acteurs invités
- Alice Alysaya Tsoi : Sylvia
- Gun Korawit Boonsri : Cholly
- New Thitipoom Techaapaikhun : Pascal
- Push Puttichai Kasetsin : Sibtis

## Prince Series: Badly Politics

### Distribution

#### Acteurs principaux
- Lee Thanat Lowkhunsombat : Survey
- Mild Lapassalan Jiravechsoontornkul : Cherry Milk

#### Acteurs récurrents
- Kacha Nontanun Anchuleepradit : T-Rex
- March Chutavuth Pattarakampol: Brian
- Namtan Tipnaree Weerawatnodom : Bell
- Arm Weerayut Chansook : Him
- Jane Ramida Jiranorraphat: Loma
- Wawa' Maripha Siripool : Kwangnoi
- Fiat Pattadon Jan-Ngern : Fuse
- Nammon Krittanai Arsalprakit : Aob
- Paiboonkiat Kiewkaew: Andres
- Prae Rachanee Siralert : Regina Elisa
- Puimekster Puimek Weerayuttvilai : la princesse Karin

#### Acteurs invités
- Alice Alysaya Tsoi : Sylvia
- Gun Korawit Boonsri : Cholly
- Noon Sutthipha Kongnawdee : Jelly

## U-Prince Series: Ambitious Boss

### Distribution

#### Acteurs principaux
- March Chutavuth Pattarakampol : Brian
- Mook Worranit Thawornwong : Mantou

#### Acteurs récurrents
- Guy Sivakorn Lertchuchot : Otto
- Piglet Charada Imraporn : René
- Hunz Isariya Patharamanop : Teddy
- White Nawat Phumphothingam : Kirun
- Lee Thanat Lowkhunsombat : Survey
- 'Alice Alysaya Tsoi : Sylvia
- Gun Korawit Boonsri : Cholly
- Namtan Tipnaree Weerawatnodom : Bell
- Arm [Weerayut Chansook : Him
- Jane Ramida Jiranorraphat : Loma
- Pluem Pongpisal : Kevin
- Off Jumpol Adulkittiporn : Li Tang
- Gunsmile Chanagun Arpornsutinan : Tanthai

#### Acteurs invités
- Kacha Nontanun Anchuleepradit : T-Rex
- Victor" Chatchawit Techarukpong : Dash
- Mek Jirakit Thawornwong : Hawk